# Quốc kỳ Đông Đức
Quốc kỳ Cộng hòa Dân chủ Đức là quốc kỳ chính thức của nhà nước Đông Đức trong thời gian tồn tại từ năm 1949 đến 1990. Thiết kế và biểu tượng của lá cờ được lấy từ lá cờ của Cộng hòa Weimar và biểu tượng của cộng sản. Lá cờ bị đặt ngoài vòng pháp luật là một biểu tượng vi hiến và hình sự ở Tây Đức và Tây Berlin, nơi nó được gọi là Spalterflagge (cờ ly khai) cho đến năm 1972.

## Lịch sử

Cộng hòa Dân chủ Đức (1949–1959)
Cộng hòa Dân chủ Đức (1959–1990)